# Merlo (architettura)

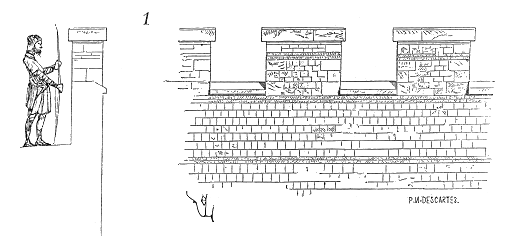
Uso dei merli

Il merlo è un elemento tipico dell'architettura militare medievale. Si tratta di ciascuno dei rialzi in muratura eretti a intervalli regolari che coronano le mura perimetrali di castelli, torri difensive, palazzi, ecc. L'insieme dei merli viene detto merlatura.

## Funzione
La loro funzione principale era di "difesa passiva" proteggere cioè gli assediati dal lancio delle frecce e per contrattaccare garantendosi un certo riparo, fungevano anche da "difesa attiva" infatti potevano all'occorrenza essere scalzati precipitando sugli assedianti che tentavano la scalata alle mura o che si assiepavano dinanzi alle porte.

## Varianti
Nell'edilizia medievale si distinguono tradizionalmente i cosiddetti merli guelfi o ghibellini:
- i merli guelfi hanno la sommità squadrata;
- i merli ghibellini hanno la sommità "a coda di rondine"[1].

Nonostante si parli di merli guelfi o ghibellini, non bisogna pensare che contraddistinguano veramente le due fazioni. Infatti si possono trovare usati insieme, per esempio nel castello di Soave o di Villafranca di Verona. I merli già costruiti non venivano smontati, distrutti o cambiati a seconda della posizione politica assunta. Si dovrebbe pensare piuttosto ad epoche di costruzione differenti e/o capacità delle manovalanze (i costruttori) diverse: ogni manovalanza seguiva le istruzioni secondo la propria "regola d'arte". Comunque resta valida l'idea che i merli rappresentino delle posizioni politiche e che questa posizione non sia netta in determinati territori di confine e passaggio, infatti questa commistione potrebbe denotare una certa inaffidabilità e ambiguità nel carattere e temperamento altalenante e di convenienza degli abitanti. Non a caso i romani associavano a Giano bifronte, la divinità dalla doppia faccia, passaggi, porte e confini.
L'uso della merlatura nell'epoca delle armi da fuoco divenne puramente decorativo, ed ebbe un revival nell'Ottocento nel periodo romantico-neogotico.

## Galleria d'immagini

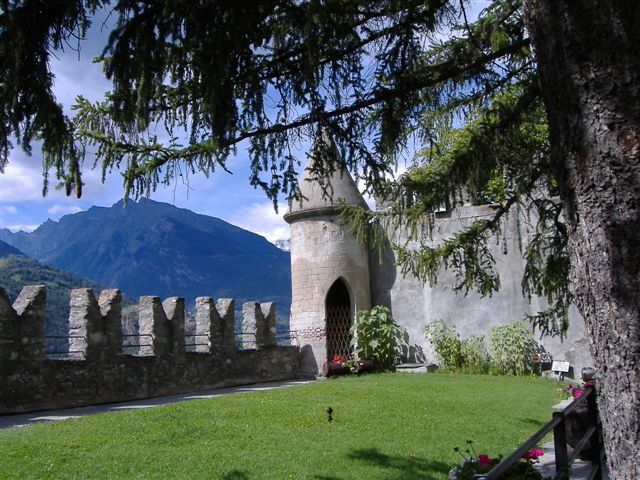
Merlatura ghibellina, Castello di Saint-Pierre, Valle d'Aosta
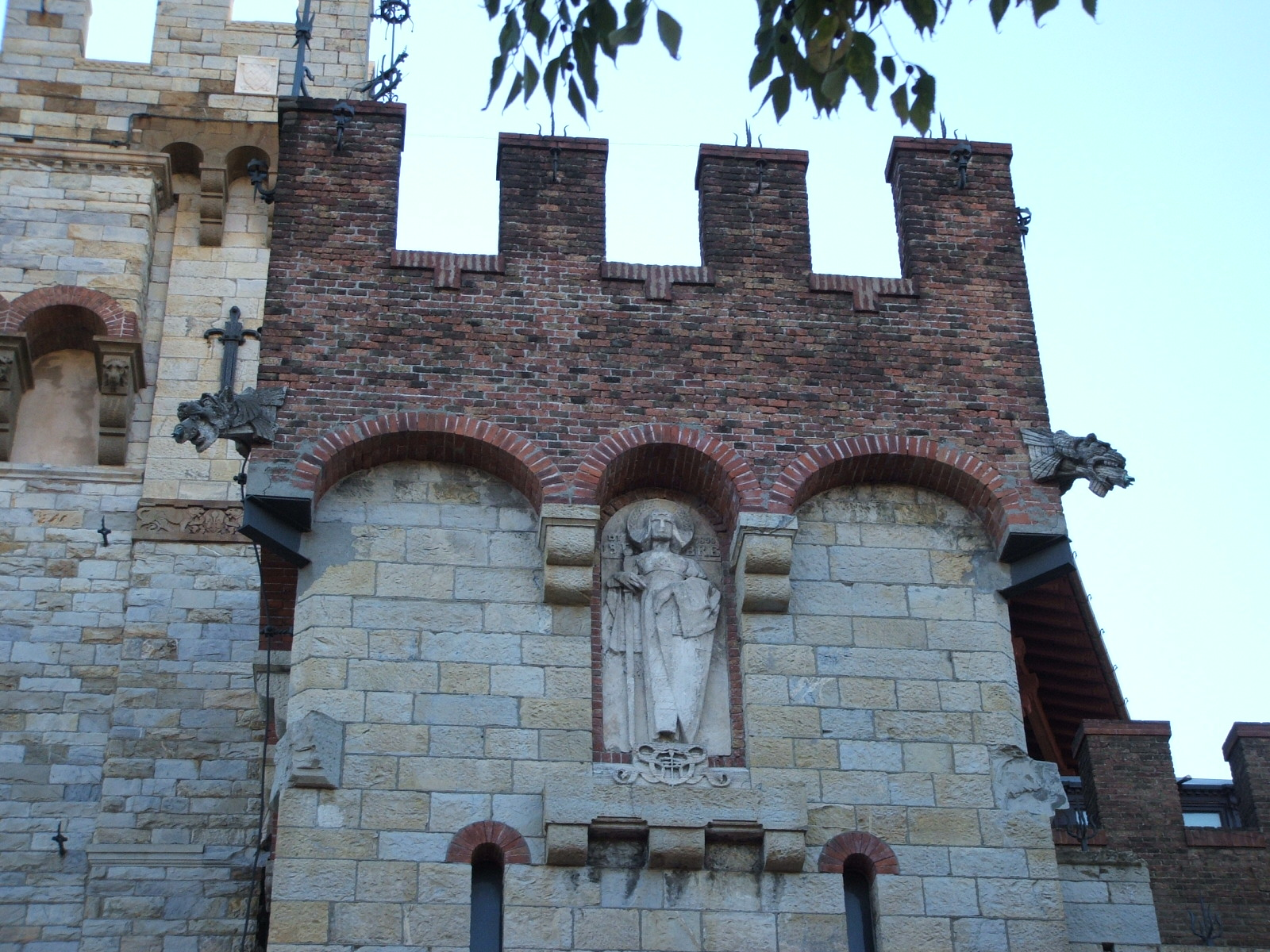
Merlatura guelfa, Castello Mackenzie, Genova
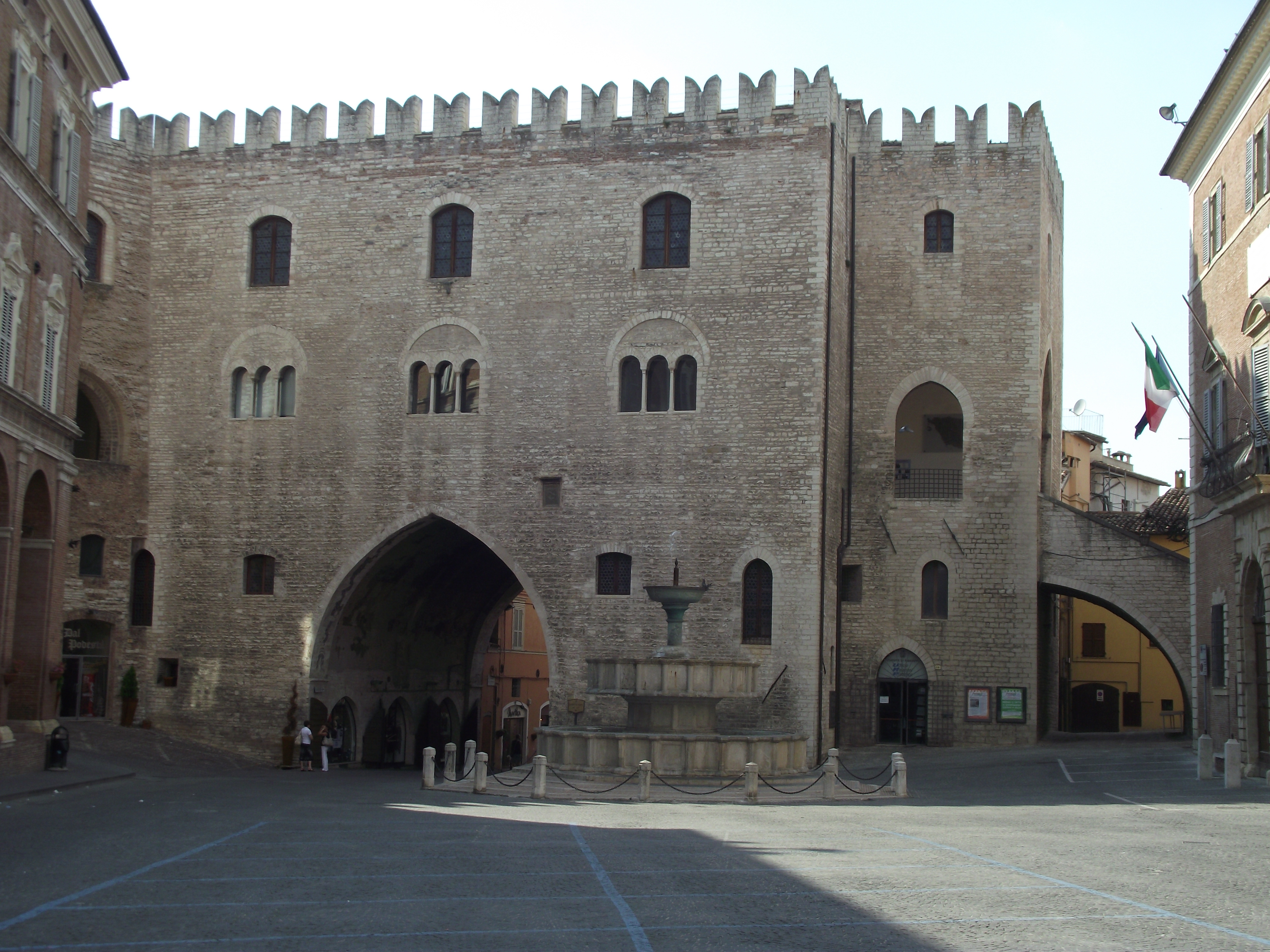
Palazzo del Podestà, Fabriano, merlatura ghibellina
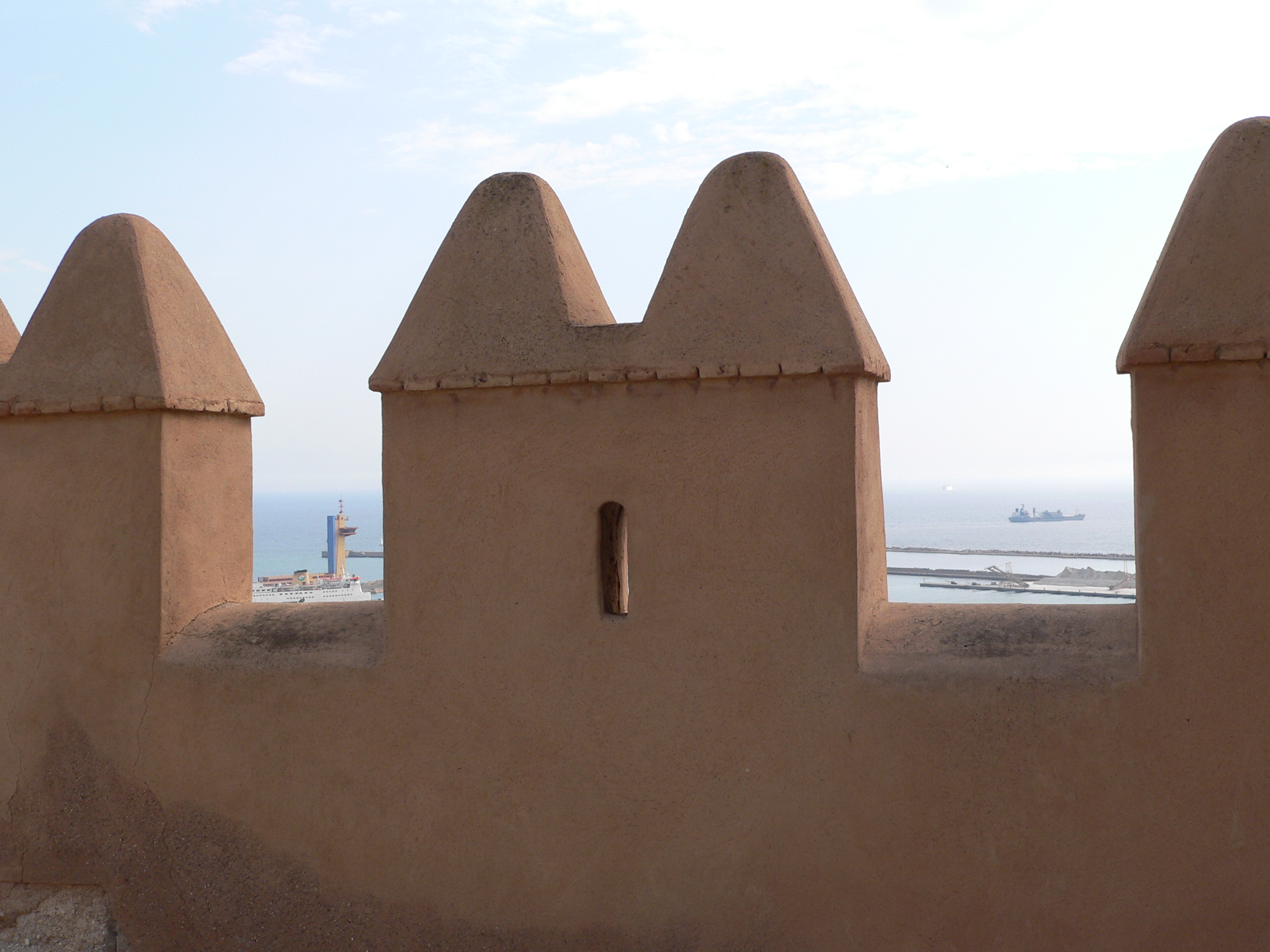
Merli dell'Alcazaba de Almería
Merli con ventiera, illustrazione di Carlo Nigra
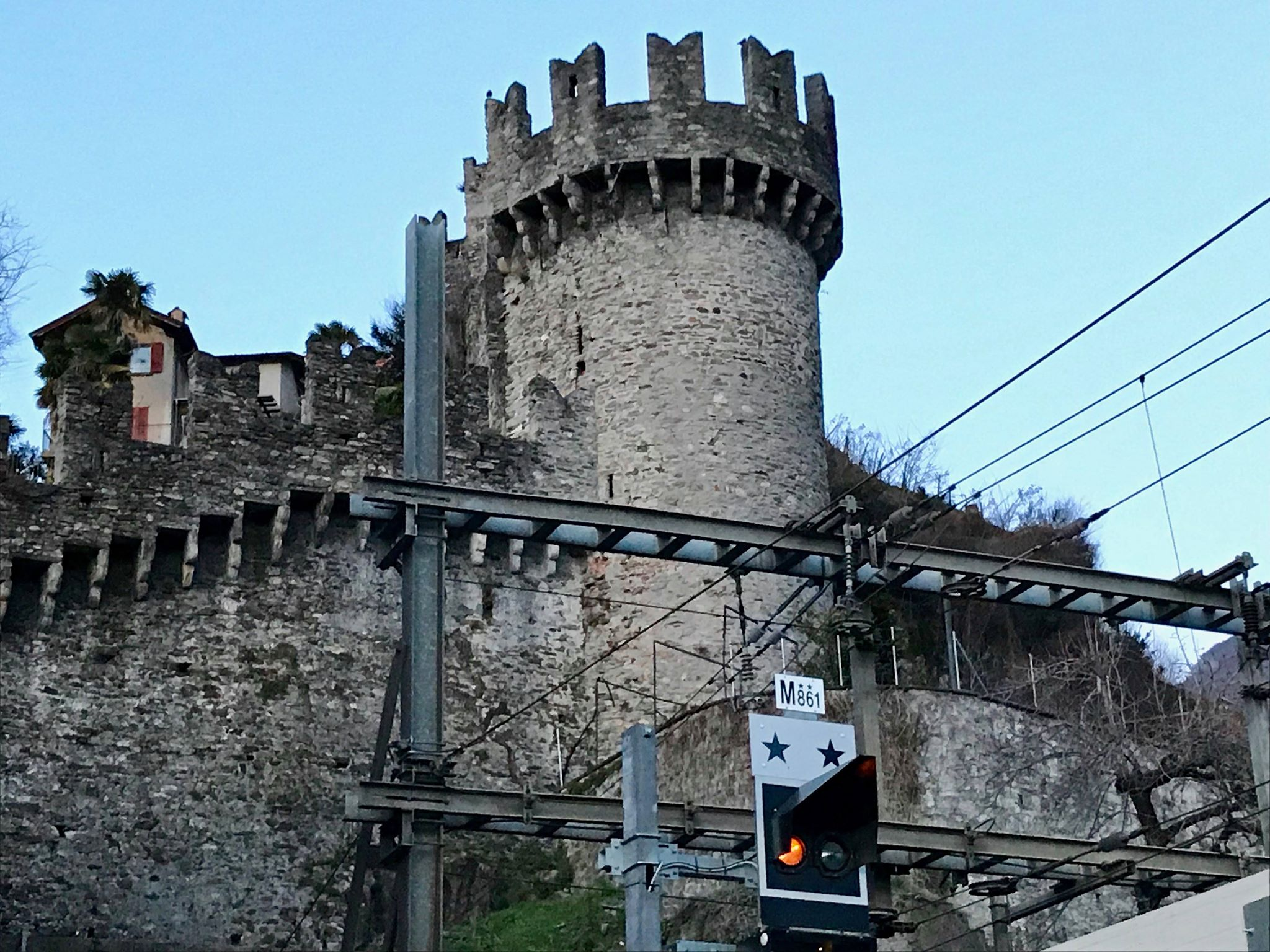
Merli ghibellini su torre e murata del Castello di Montebello a Bellinzona
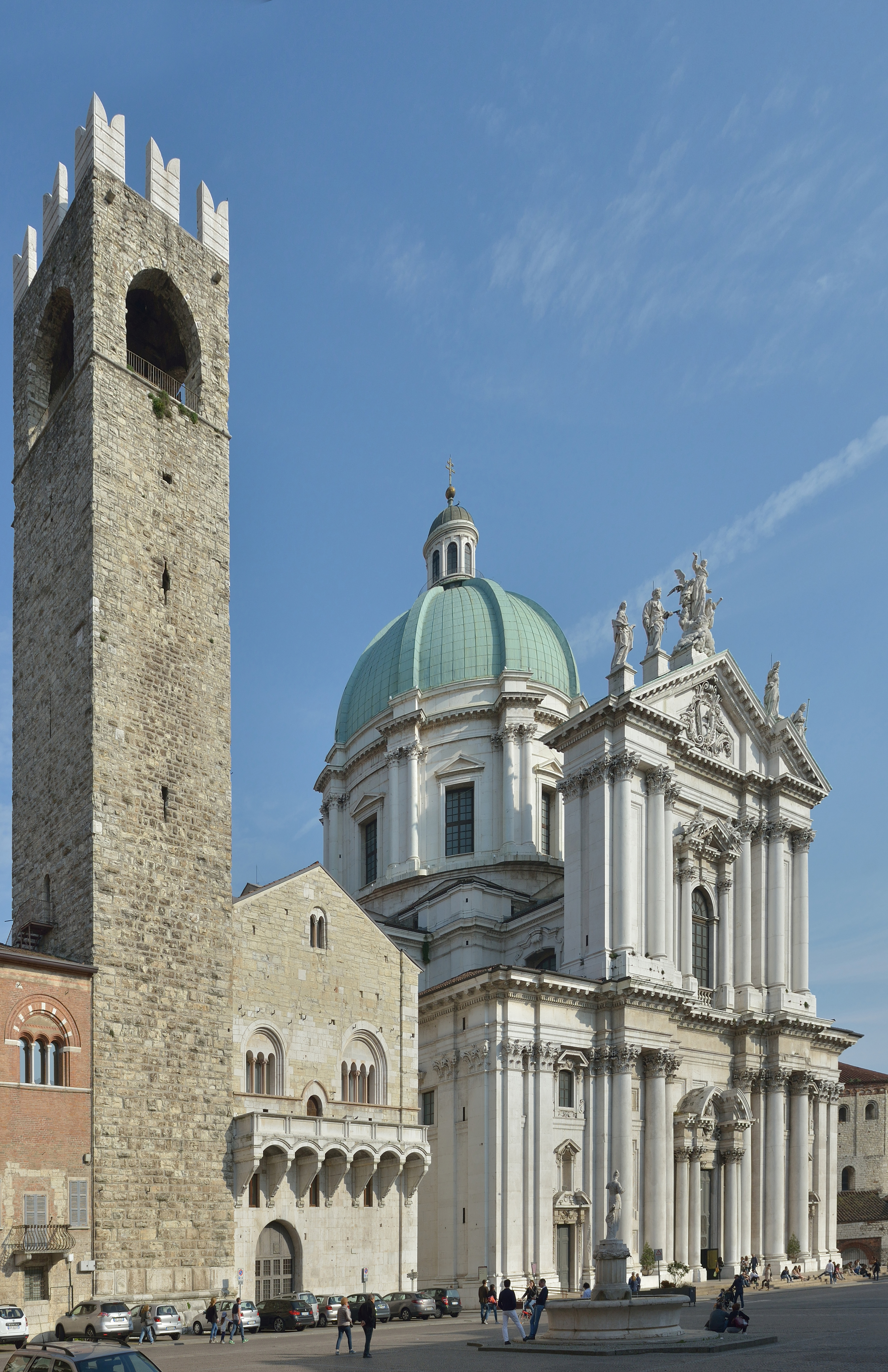
Broletto con Torre del popolo a Brescia - La torre è stata dotata di merli ghibellini dall'architetto Rodolfo Vantini nell'800. In origine i merli erano guelfi.
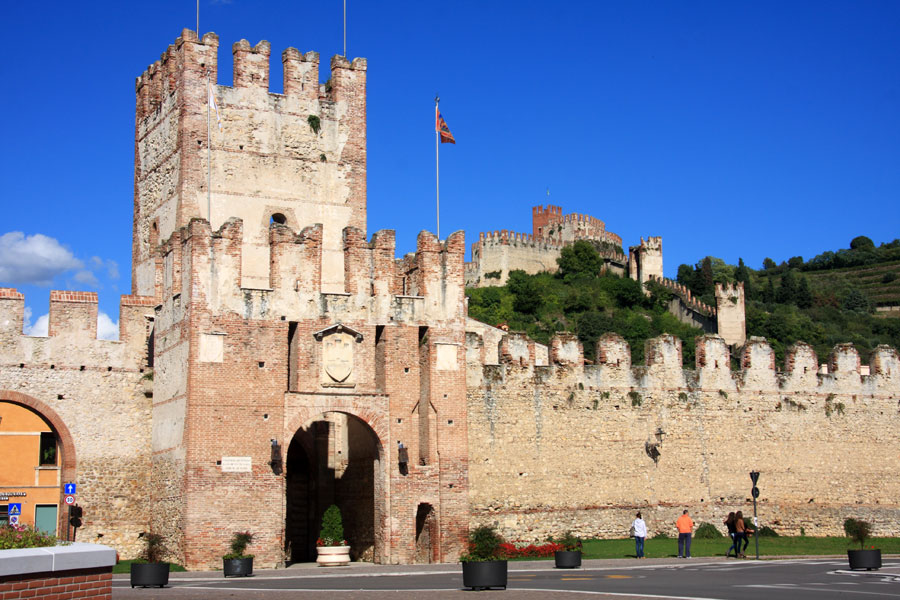
Castello di Soave (provincia di Verona), si noti la presenza contemporanea di merli guelfi e ghibellini
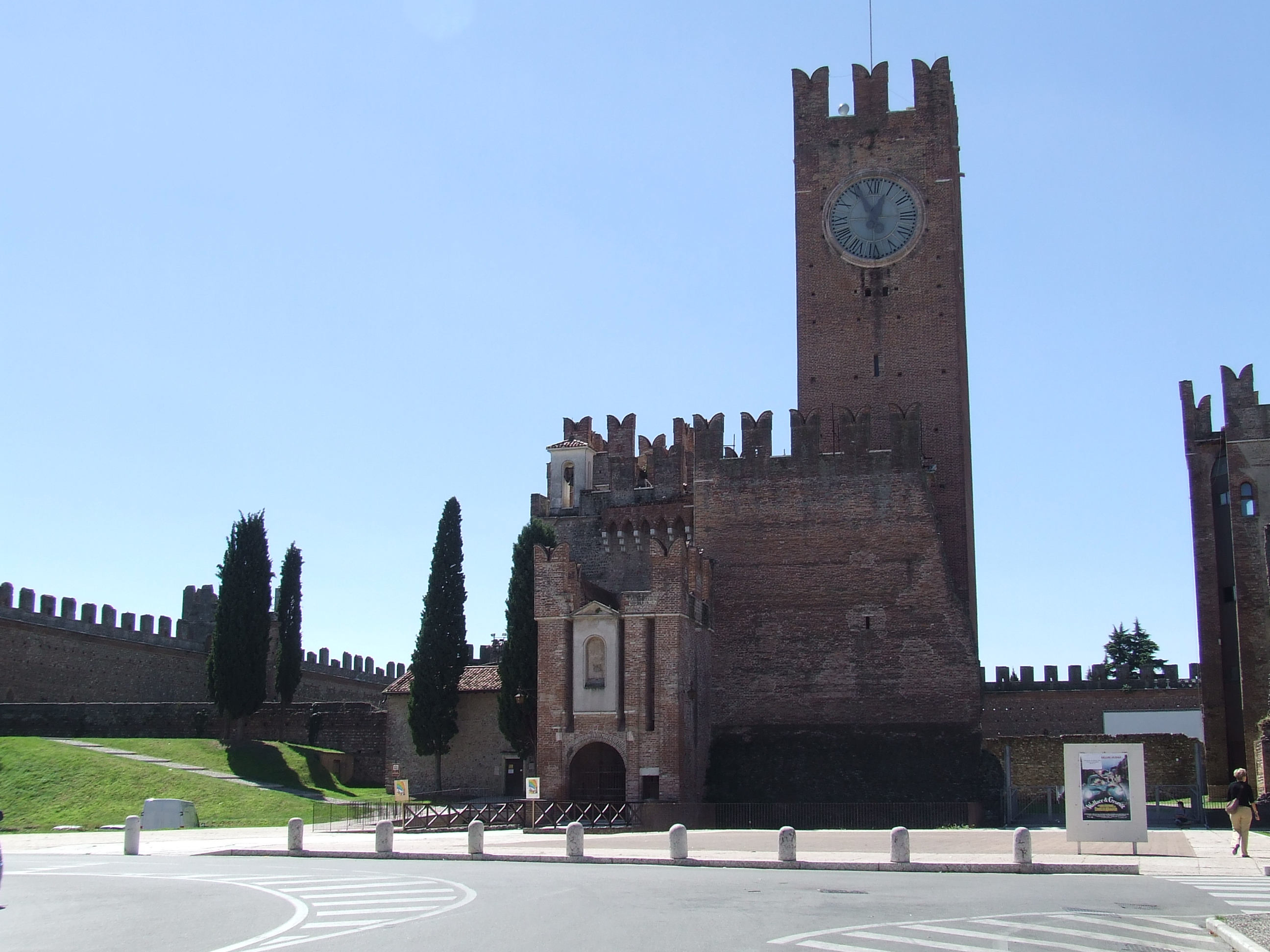
Castello di Villafranca di Verona, si noti la commistione dei merli guelfi e di quelli ghibellini: si dice che i merli ghibellini ( o gibellini) siano rivolti a nord verso l'Imperatore del Sacro Romano Impero; mentre i merli guelfi (o ghelfi) siano rivolti a sud, in direzione del Papa. Purtroppo va notato che i merli guelfi sono presenti anche verso est, ovest e in parte a nord.